# 碱场街道
碱场街道，是中华人民共和国黑龙江省鸡西市梨树区下辖的一个乡镇级行政单位。

## 行政区划
碱场街道下辖以下地区：
碱场社区。